# Théophile du Crinchon
Théophile est l'un des géants de la ville de Agny, dans le Pas-de-Calais. Il est le mari de Florine

## L'origine de Théophile
Théophile et Florine sont dus à la volonté d'un couple d'anciens d'Agny.
Les géants sont baptisés avec de l'eau du Crinchon en septembre 1984.

## Pour approfondir